# Caso das contrapartidas dos submarinos
O caso da contrapartida dos submarinos refere-se a um caso de corrupção em Portugal, que teve origem na investigação do caso dos submarinos, em que três empresários alemães ligados ao consórcio vencedor do concurso e sete portugueses foram acusados de burla qualificada e falsificação de documento.

## História
- A 25 janeiro de 2011, o Tribunal Central de Instrução Criminal decidiu levar a julgamento todos os nove arguidos do caso submarinos/contrapartidas, acusados de burla agravada e falsificação.  Os portugueses acusados foram José Pedro Sá Ramalho, Filipe Mesquita Soares Moutinho, António Parreira Holterman Roquete, Rui Moura Santos, Fernando Jorge da Costa Gonçalves, António Lavrador Alves Jacinto e José Mendes Medeiros, e os dois alemães foram Antje Malinowski e Winfried Hotten.[2]

- A 27 de Novembro 2012 a defesa dos arguidos alemães requereu que o tribunal considere o julgamento sem efeito, após a assinatura de novo acordo de contrapartidas entre o atual Governo e a Ferrostaal.[3]

- A 28 de Janeiro de 2014, a leitura do acórdão do julgamento foi adiada para 14 de Fevereiro.[4]